# 米芝蓮摘星奇緣
《米芝蓮摘星奇緣》（英語：The Hundred-Foot Journey）是一部於2014年上映的美國喜劇劇情片，由莱塞·霍尔斯道姆執導，海倫·美蘭、曼尼殊·達亞爾、歐姆·普利及夏綠蒂·羅蘋等主演。電影改編自Richard C. Morais的同名小說，描述一個印度家庭搬到法國開印度餐廳後，對面米芝蓮一星法國餐廳與他們對著幹，而小兒子則愛上法式料理的故事。

## 劇情
法國美食天后麥洛伊夫人，很渴望經營的米芝蓮餐廳能由已取得三十年之久的一星級升格至二星級，豈料一家印度傳統小食店在對面開張，認為有失格調的她決定出手趕盡殺絕，直至印度小廚為她煮了一道簡單菜式，她才驚覺一直尋覓的烹飪天才，竟然近在眼前......

## 演員
- 海倫·美蘭 飾 麥洛里夫人（Madame Mallory）
- 歐姆·普利 飾 爸爸（Papa）
- 曼尼殊·達亞爾 飾 哈山（Hassan）
- 夏洛特·莱本 飾 瑪格麗特（Marguerite）
- Amit Shah 飾 Mansur
- Farzana Dua Elahe 飾 Mahira
- Dillon Mitra 飾 Mukthar
- 米歇爾·布朗 飾 市長
- Shuna Lemoine 飾 市長夫人
- Clément Sibony 飾 尚皮耶爾（Jean-Pierre）
- 菊希·曹拉 飾 媽媽
- Rohan Chand 飾 年幼的哈山
- 文森·艾爾巴茲 飾 保羅（Paul）， 巴黎分子食物餐廳的經理

## 反應

### 專業評價
爛番茄新鮮度68%，基於130條評論，平均分為6.2/10，而在Metacritic上得到55分，IMDB上得7.3分，獲得普遍好評。

## 外部連結
- 官方网站
- 互联网电影数据库（IMDb）上《米芝蓮摘星奇緣》的资料（英文）
- Box Office Mojo上《米芝蓮摘星奇緣》的資料（英文）
- 豆瓣电影上《米芝蓮摘星奇緣》的資料 （简体中文）
- 爛番茄上《米芝蓮摘星奇緣》的資料（英文）
- Metacritic上《米芝蓮摘星奇緣》的資料（英文）
- AllMovie上《米芝蓮摘星奇緣》的资料（英文）